# كريستين كريستيانسن
كريستين كريستيانسن (بالنرويجية البوكمول: Kristine Kristiansen)‏ هي متزحلقة نرويجية، ولدت في 19 نوفمبر 1975.

## وصلات خارجية
- كريستين كريستيانسن على موقع الاتحاد الدولي للتزلج (التزلج على المنحدرات الثلجية) (الإنجليزية)
- كريستين كريستيانسن على موقع أوليمبيديا (الإنجليزية)